# Semois
De Semois (Waals: Simwès, in Frankrijk: Semoy, verouderd Duits: Sesbach) is een rechterzijrivier van de Maas. In het middeleeuws Latijn was de naam in akten van monniken Sesmara of ouder Sesomires. 
De rivier ontspringt in Belgisch-Lotharingen en mondt uit op Frans grondgebied in de Maas. De rivier is 190 km lang, waarvan 20 kilometer op Frans grondgebied (in het Regionaal natuurpark van de Ardennen), waar de naam van de rivier als Semoy wordt gespeld. In België stroomt zij voor het overgrote deel door de provincie Luxemburg, de rest in het uiterste zuidoosten van Namen (door het Woud van de Semois en de Houille). Ze vormt daarmee de zuidelijke grens van de Ardennen. Het stroomgebied meet 1329 km², waarvan 1229 km² in België. Sinds 2022 is een deel van de vallei beschermd als Nationaal Park Vallée de la Semois.
De Semois ontspringt in Aarlen, waar de bron in 1966 blootgelegd werd en te bezichtigen is. Ze stroomt in westelijke richting, parallel aan de landsgrens, die voorbij Bohan wordt overgestoken. Gedurende het grootste deel van de loop, van Chiny tot de monding, meandert de rivier sterk. De afstand van de bron tot de monding is in vogelvlucht maar 70 km lang, maar de totale lengte van de rivier is vanwege de vele meanders bijna het drievoudige.
Het materiaal waarin de Semois zich insnijdt is voornamelijk leisteen. Dit metamorfe gesteente was van oorsprong klei die werd afgezet in het Midden-Siegeniaan (Vroeg-Devoon).
De bekendste plaats aan de Semois is de middeleeuwse stad Bouillon met zijn kasteel. Stroomafwaarts zijn de sporen te zien van de tabaksteelt die het dal van de Semois tot halverwege de 20e eeuw heeft gekenmerkt en waaraan in Vresse een museum is gewijd.
De monding in de Maas ligt even ten noorden van Monthermé in het departement Ardennes.
De Semois is geliefd bij hengelaars die er barbeel, sneep, kopvoorn en snoek vangen.

## Foto's

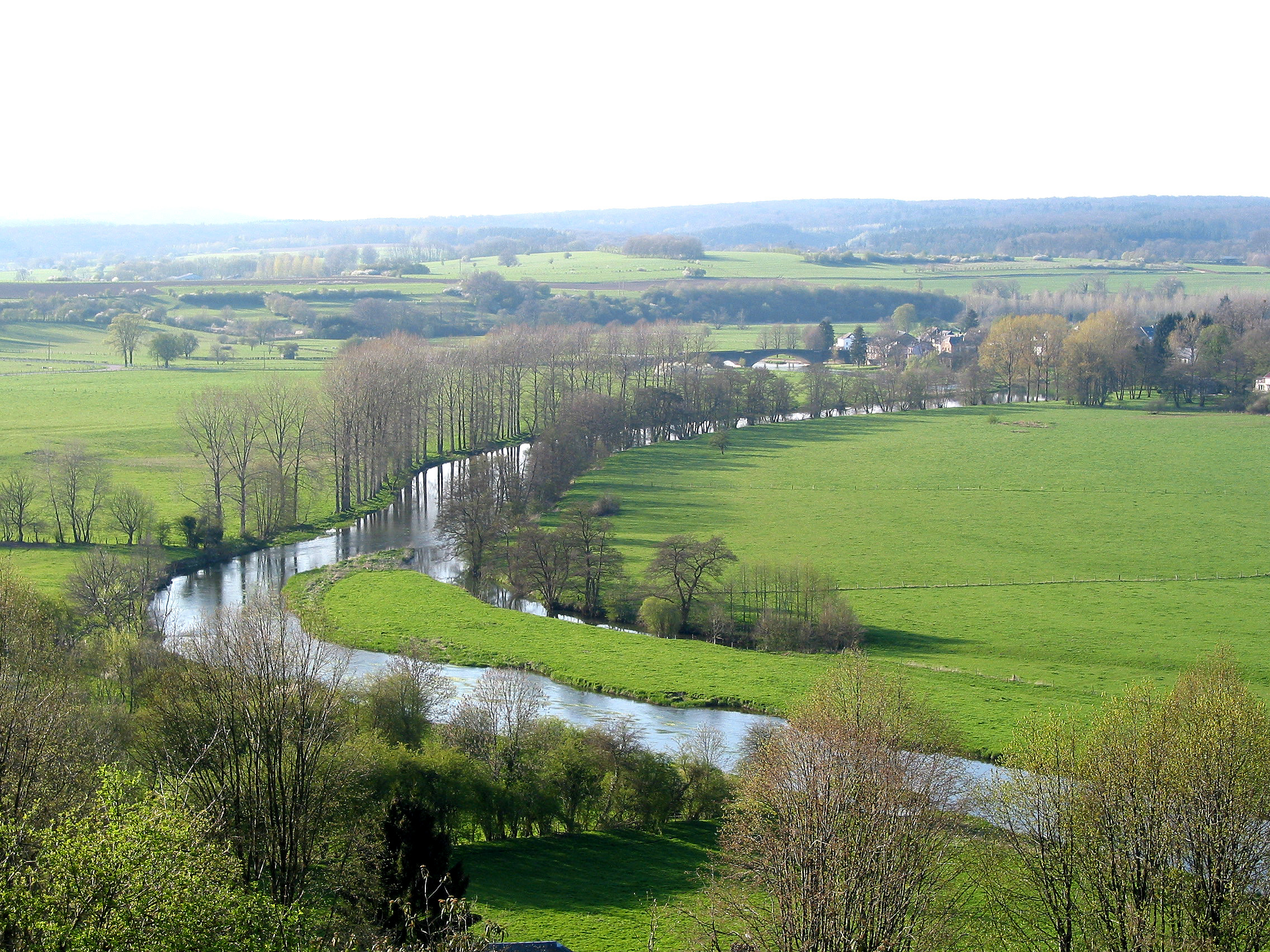
De Semois in de gemeente Florenville.

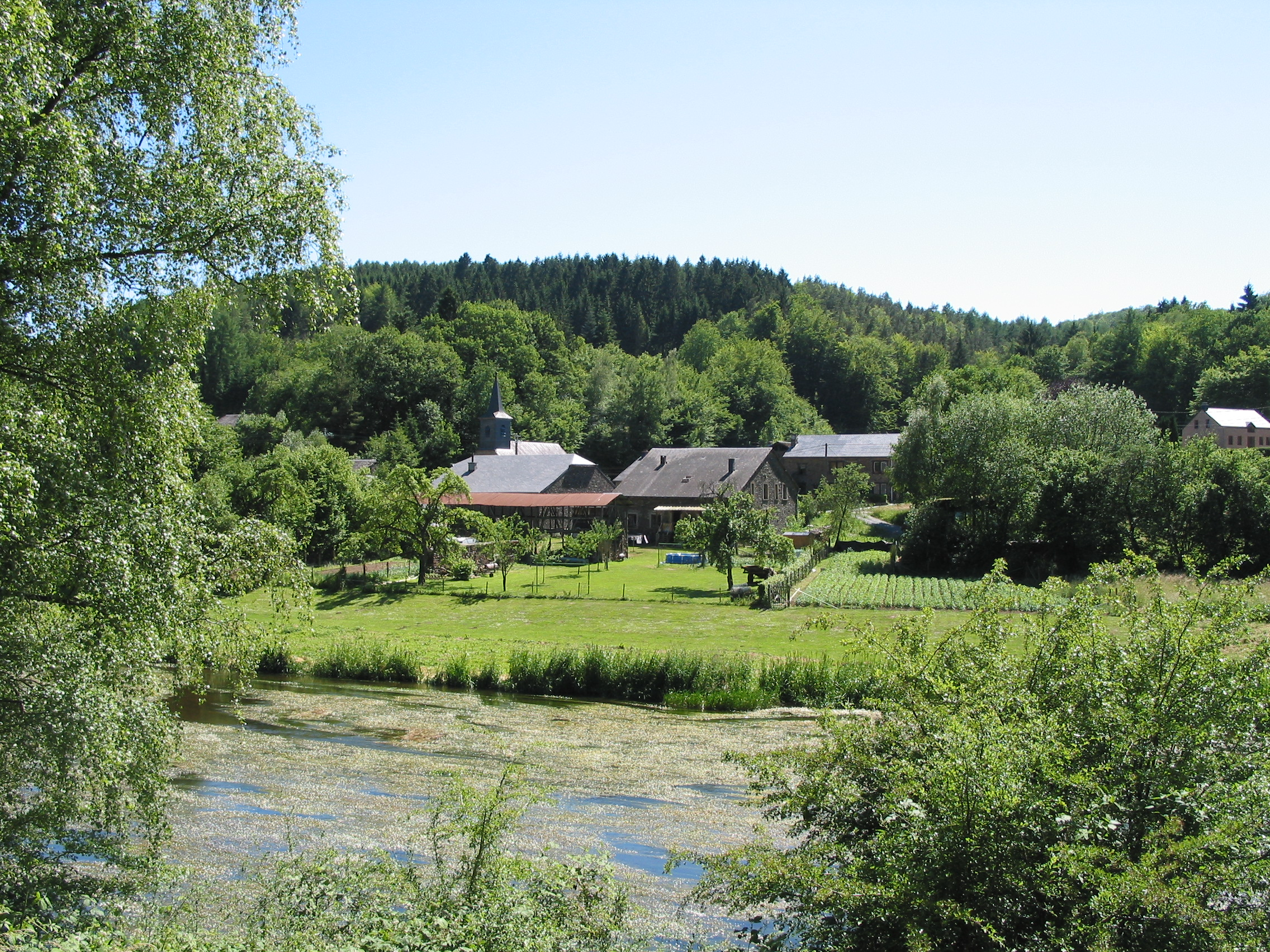
Mouzaive nabij Vresse-sur-Semois.

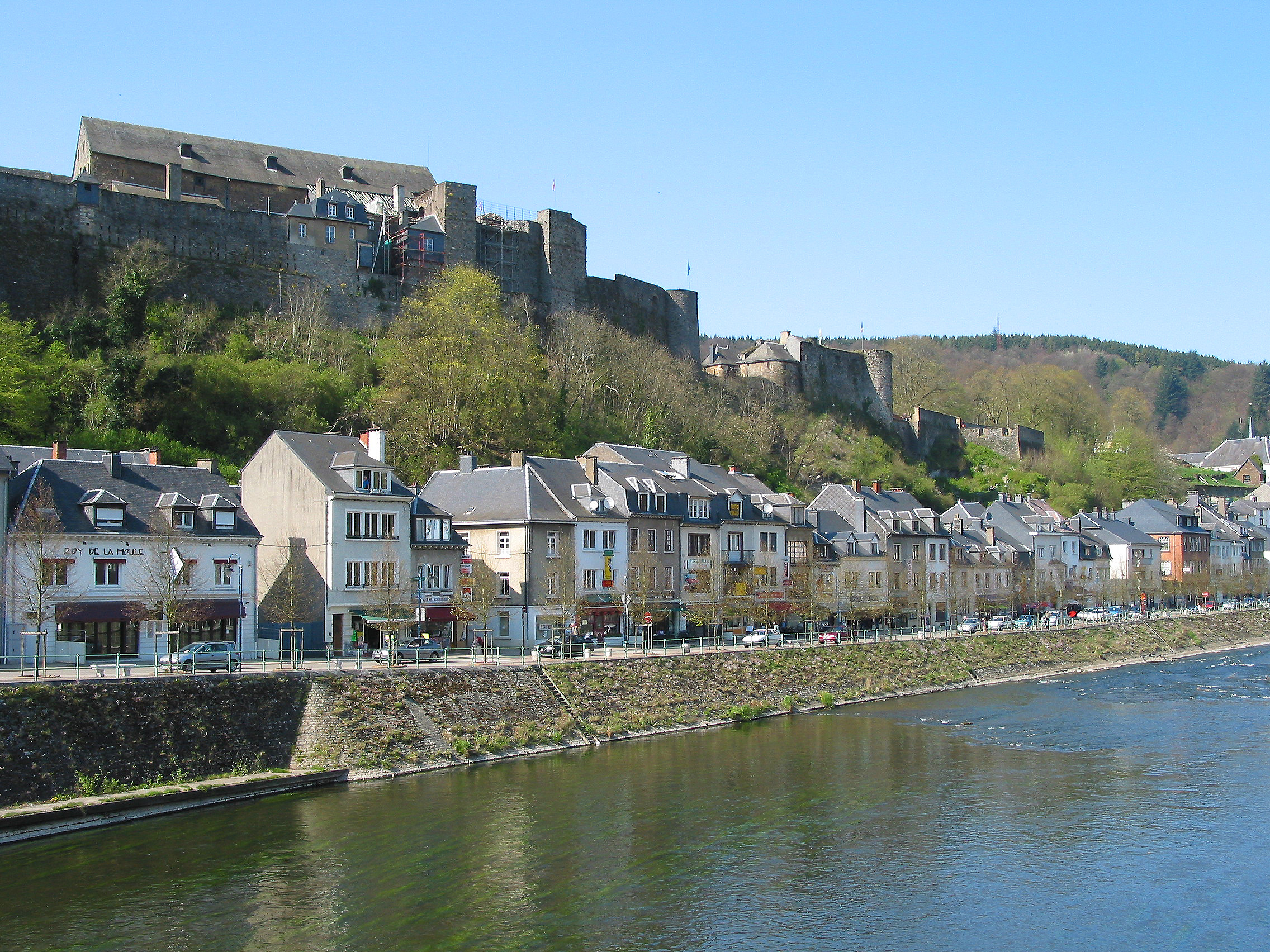
Boulevard in Bouillon.

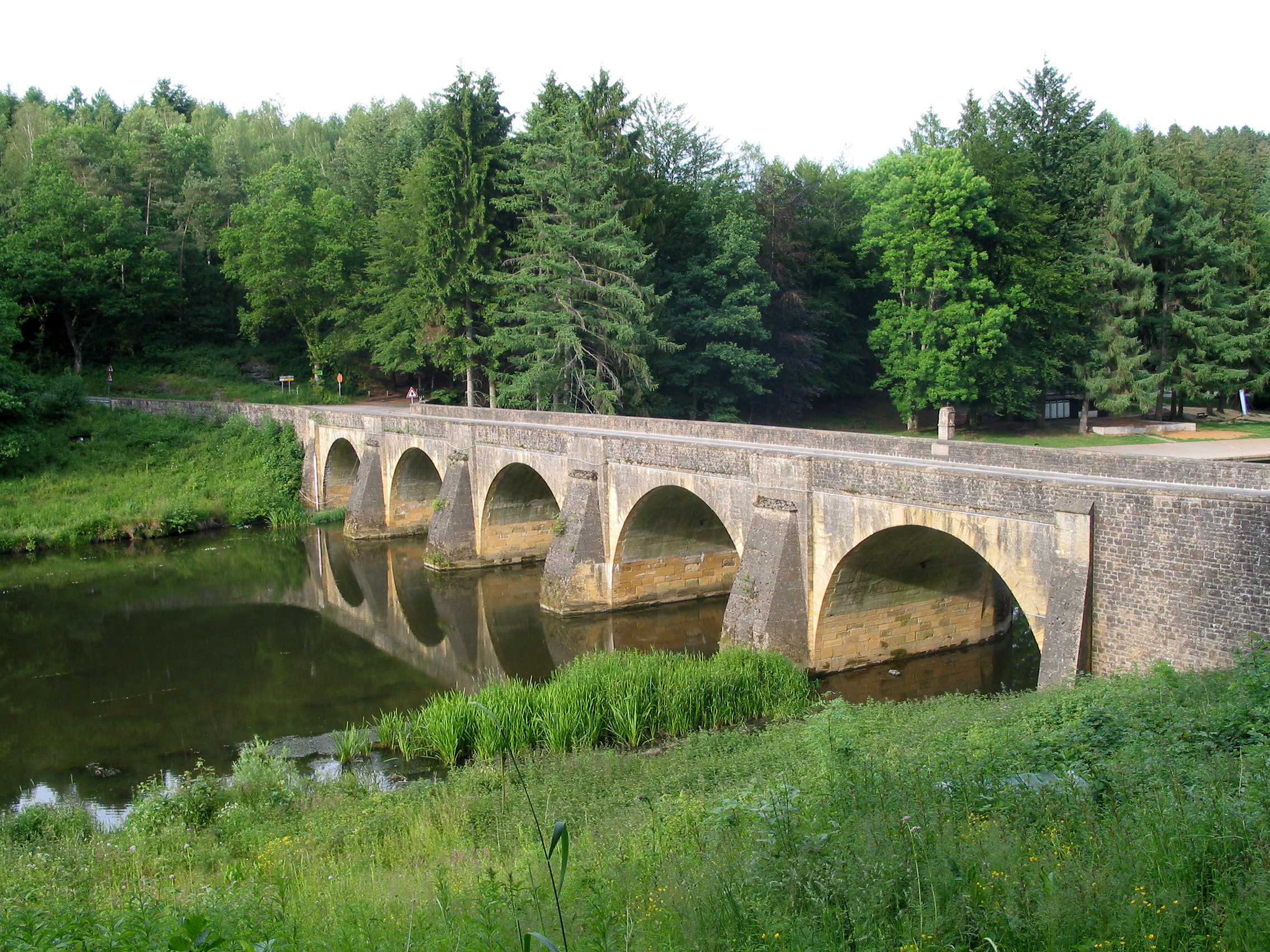
St. Nicolaasbrug bij Chiny.

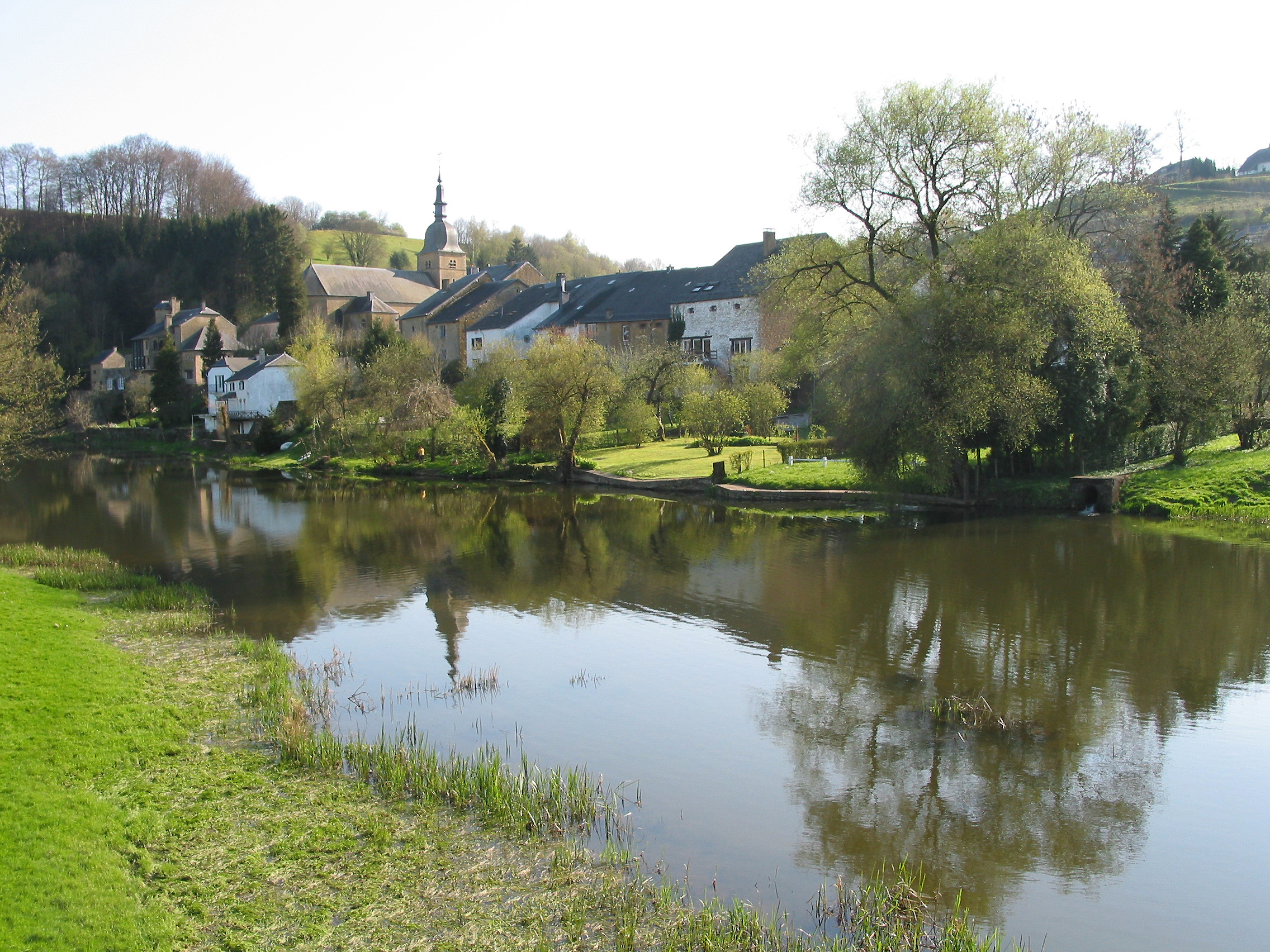
Chassepierre in de gemeente Florenville.

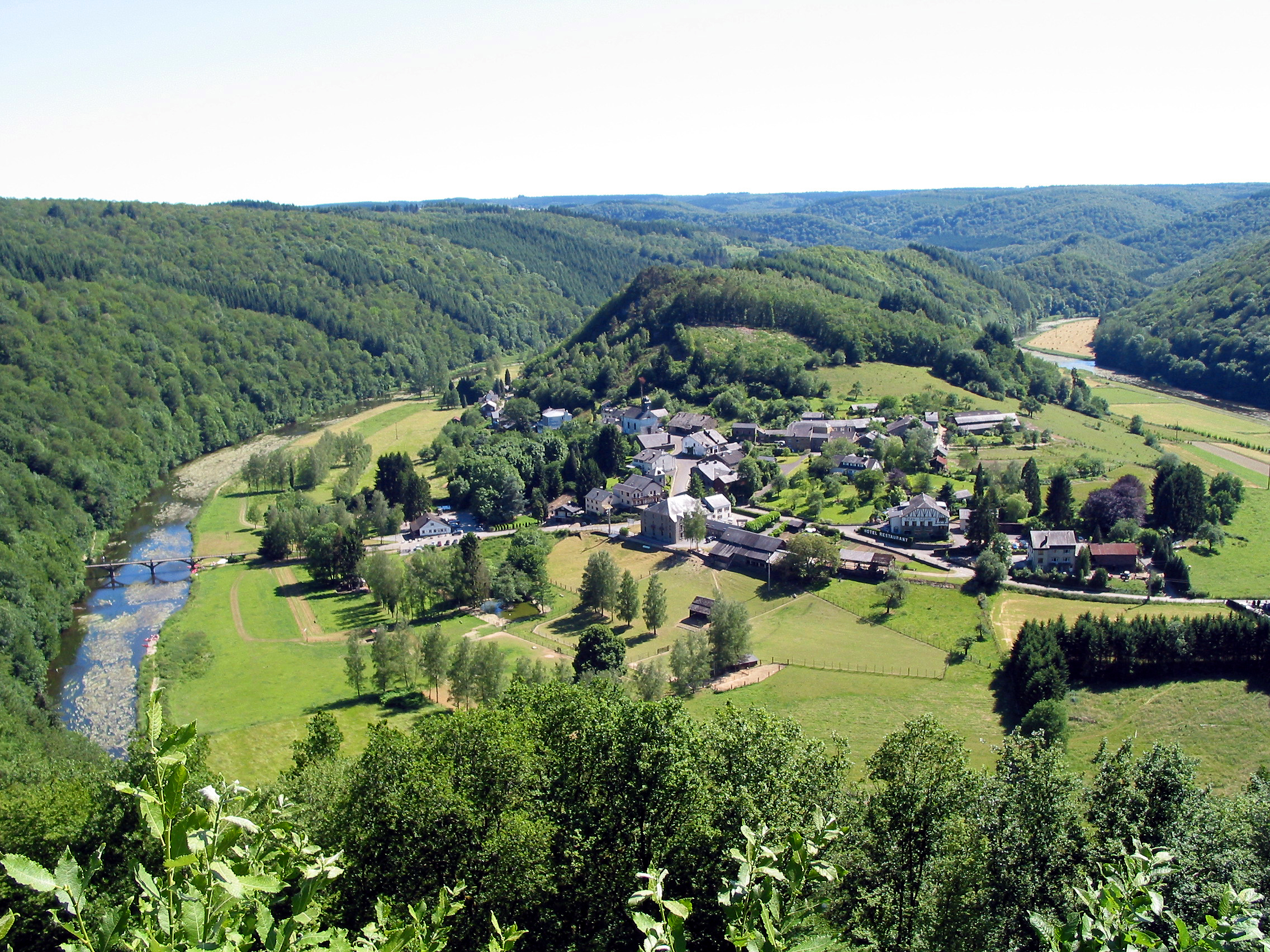
Frahan in de gemeente Bouillon.

## Zijrivieren
- De Rulles
- De Vierre